# Federació de Corals de les Illes Balears
Federació de Corals de les Illes Balears (FCIB) és una entitat sense ànim de lucre creada el gener del 2007 a partir d'un procés de renovació de l'antiga Federació de Corals de Mallorca, que va obtenir el Premi 31 de desembre de 1991. Es proposa potenciar el cant coral, fent-lo permeable als canvis permanents dels moviments culturals, sociològics i humanístics de la societat de les Illes Balears. Aquests objectius són bàsicament la formació, promoció, difusió de les nostres balears.